# 3x34
3x34 er en dansk vognmandscentral, som specialiserer sig i kurér- og flytteopgaver samt opbevaring. Centralen, som blev stiftet i 1971 af 60 selvstændige københavnske vognmænd, har pr. 2008 ca. 450 biler tilknyttet.
3x34 er organiseret som et andelsselskab, og består pr. 2008 består af 230 vognmænd. 
Selskabet råder over vogne i forskellige størrelser til løsning af transportopgaverne, lige fra kurér og kassevogne til store lastbiler med hængere og kranvogne.
3x34 kører hele døgnet, året rundt og opererer i hele Danmark og har afdelinger i København (Glostrup), Odense og Århus (Risskov).
TV2's program Operation X sendte mandag den 16. maj 2011 et program om 3x34.

## Eksternt link
- 3x34.dk Arkiveret 6. november 2020 hos  Wayback Machine